# Umoja Wa Wanawake Tanzania
Die Umoja Wa Wanawake Tanzania (UWT) (Vereinigte Frauen Tansanias) wurde 1962 als Frauenorganisation der sozialistischen Regierungspartei TANU gegründet. Ihre erste Vorsitzende war Bibi Titi Mohammed. Verschiedene Frauenorganisationen die schon vor der Unabhängigkeit Tansanias existierten, so der nationale Frauenrat, gingen mit mehr oder weniger Widerstand in dieser Organisation auf. Der Hauptsitz der UWT ist in Dar-es-Salaam.

## Ziele
- Alle Frauen Tansanias (Tanganyikas) in einer Organisation zusammenzufassen
- Frauen in Hinsicht auf die ökonomische, politische, kulturelle Entwicklung des Landes zu fördern, sowie Bildungs- und Gesundheitsfürsorgeprogramme einzurichten.
- Eng mit der Regierung und der regierenden Partei zusammenzuarbeiten
- Für die Achtung der und Gerechtigkeit für Frauen in Tansania, Afrika, und der Welt zu kämpfen. Mit allen Frauenorganisationen zusammenzuarbeiten, deren Politik nicht im Widerspruch zur Politik Tansanias steht.
- Vielfältige Beziehungen mit allen der TANU (früher TANLT) freundlich gesinnten Parteien zu pflegen, in Übereinstimmung mit dem sozialistischen Programm, unabhängig von Hautfarbe, Nationalität, Religion und materiellem Status.

In den Programmen der UWT stand insbesondere die Förderung landwirtschaftlicher Kooperativen, der sogenannten Ujamaa Dörfer im Vordergrund.  

## Geschichte
- Im Jahre 1965 mobilisierte die UWT zehntausende von Frauen, um gegen eine Meuterei der Armee einzuschreiten.
- Als 1970 Portugal in Guinea einmarschierte, spielte die UWT eine führende Rolle in der Organisation von Protesten. Viele Frauen meldeten sich freiwillig als Kombattantinnen gegen die Invasoren.
- Im Verlauf der Re-Islamisierung des Landes kam die UWT 1988 unter Beschuss, als ihre Vorsitzende Sofia Kawawa öffentlich islamische Gesetze kritisierte, die sich gegen die Selbständigkeit der Frauen richten.
- Im Jahre 1992 änderte Tansania seine Verfassung. Aus dem sozialistischen Einparteiensystem wurde ein Mehrparteiensystem nach westlichem Vorbild. Die UWT blieb als stärkste Frauenorganisation des Landes bestehen.